# Соловьёв, Василий Иванович (Герой Советского Союза)
Васи́лий Ива́нович Соловьёв (1915—1943) — красноармеец Рабоче-крестьянской Красной Армии, участник Великой Отечественной войны, Герой Советского Союза (1944).

## Биография
Василий Соловьёв родился 9 марта 1915 года в селе Малый Карамас (ныне — Моркинский район Марий Эл). После окончания начальной школы и курсов мастеров работал в сельском хозяйстве. В 1942 году Соловьёв был призван на службу в Рабоче-крестьянскую Красную Армию. С марта того же года — на фронтах Великой Отечественной войны. К августу 1943 года гвардии красноармеец Василий Соловьёв был стрелком 31-го гвардейского стрелкового полка 9-й гвардейской стрелковой дивизии 39-й армии 3-го Белорусского фронта. Отличился во время освобождения Смоленской области.
28 августа 1943 года во время боя за высоту у деревни Жуково Духовщинского района Соловьёв ворвался в немецкую траншею и уничтожил два пулемётных расчёта. Когда его подразделение было прижато к земле пулемётным огнём из вражеского дзота, Соловьёв закрыл своим телом амбразуру, ценой своей жизни обеспечив успешный захват высоты. Похоронен в братской могиле на центральной площади города Духовщина.
Указом Президиума Верховного Совета СССР от 4 июня 1944 года за «образцовое выполнение боевых заданий командования на фронте борьбы с немецкими захватчиками и проявленные при этом мужество и героизм» гвардии красноармеец Василий Соловьёв посмертно был удостоен высокого звания Героя Советского Союза. Также посмертно был награждён орденом Ленина.
В честь Соловьёва названа школа на его родине, улица в Йошкар-Оле, установлен бюст в посёлке Морки.